# VOICE (中島美嘉のアルバム)
『VOICE』（ヴォイス）は、中島美嘉の5作目のオリジナルフルアルバム。2008年11月26日発売。

## 概要
- 前作『YES』以降のシングル「LIFE」、「永遠の詩」、「SAKURA〜花霞〜」、「I DON'T KNOW」（「MICA 3 CHU」名義）、「ORION」に加え、配信限定曲「あなたがいるから」、カップリング曲「IT'S TOO LATE」、「conFusiOn」、「SHUT UP」、「FOCUS」が収録されている。
- 「SAKURA〜花霞〜」はシングルの1曲目ではなシングルの2曲目のDAISHI DANCEによる編曲のものをさらにミックスし直した-Album mix-が収録された。(SAKURA〜花霞〜は、シングルの1曲目、シングルの2曲目、アルバムの2曲目の3タイプ存在する)
- 勝手にしやがれとのコラボレーション曲、「YOU'D BE SO NICE TO COME HOME TO」(「永遠の詩」のカップリングにも収録)は未収録となった。
- 初回限定盤にはDVDが付属。「LIFE」、「永遠の詩」、「SAKURA〜花霞〜」、「I DON'T KNOW」、「ORION」、「FOCUS」のビデオクリップが収録されている。
- 今作の最後に収録されている「声」は中島美嘉自らが2007年3月頃にシンガーソングライターの柴田淳に作詞作曲を依頼して書いてもらったものである。
- 本来のアルバムタイトルは本作に収録されている曲「TRUST YOUR VOICE」となる予定だったが、これまでのアルバムタイトルが全てひとつの英単語だったため、本来のタイトルから「VOICE」のみ残しタイトルとした。
- 当初MICA 3 CHU名義で発表した2曲（「I DON'T KNOW」と「SHUT UP」）は収録されない予定であったが、中島の強い要望により収録される事になった。中島はスタッフから収録する予定はないと聞かされた時は「なぜ収録しないのか？」と疑問に思っていた。
- 初回盤・通常盤共にジャケット写真は同じものである。ただし、初回盤はスリーブケースが通常盤ジャケットと一緒であり、中のブックレットの写真では目を閉じている。また、後に発売された「FILM LOTUS VII」のジャケットは、本作の別カットの写真が使用されている。
- 「SAKURA〜花霞〜 (DAISHI DANCE)」は、25枚目のシングルの2曲目に収録されたリミックスバージョンのアルバムミックス(公式サイトでは「SAKURA〜花霞〜 (DAISHI DANCE) -Album mix-」と表記)。
- 「FOCUS」は、「ORION」のカップリング曲。CDには表記されていないがイントロの異なるアルバムバージョンを収録(公式サイトでは「FOCUS (Album Ver.)」と表記)。

## 収録曲
| #   | タイトル                                                   | 作詞                | 作曲               | 編曲                                                                                                   | 時間 |
| --- | ---------------------------------------------------------- | ------------------- | ------------------ | --- | ---- |
| 1.  | 「LIFE」(23枚目のシングル)                                 | 高柳恋、ヒロイズム  | JUNKOO             | COLDFEET                                                                                               | 4:02 |
| 2.  | 「SAKURA〜花霞〜 (DAISHI DANCE)」(25枚目のシングル)        | MONA、長瀬弘樹      | 長瀬弘樹           | DAISHI DANCE、Tomoharu Moriya                                                                          | 6:09 |
| 3.  | 「FOCUS」(27枚目のシングルのカップリング曲)                | 中島美嘉            | 松浦晃久           | 田中義人（編曲）、竹上良成（ブラスアレンジ）                                                           | 4:40 |
| 4.  | 「永遠の詩」(24枚目のシングル)                             | 宮沢和史            | Sin                | 森俊也（編曲、ストリングスアレンジ）、スティーヴン・マクレガー（編曲）                                 | 5:45 |
| 5.  | 「ORION」(27枚目のシングル)                                | 百田留衣            | 百田留衣           | 百田留衣                                                                                               | 4:48 |
| 6.  | 「あなたがいるから」                                       | 横田はるな          | 横田はるな         | 谷口尚久                                                                                               | 4:34 |
| 7.  | 「MY GENTLEMAN」                                           | 中島美嘉            | 松浦晃久           | 松浦晃久                                                                                               | 4:34 |
| 8.  | 「TRUST YOUR VOICE」                                       | 中島美嘉            | Lensei             | 河野伸                                                                                                 | 4:15 |
| 9.  | 「IT'S TOO LATE」(23枚目のシングルのカップリング曲)        | 中島美嘉、宮崎歩    | Lori Fine          | COLDFEET                                                                                               | 4:33 |
| 10. | 「I DON'T KNOW / MICA 3 CHU」(26枚目のシングル)            | 中島美嘉、Lori Fine | Lori Fine          | COLDFEET                                                                                               | 4:39 |
| 11. | 「SHUT UP / MICA 3 CHU」(26枚目のシングルのカップリング曲) | 中島美嘉、Lori Fine | Lori Fine          | COLDFEET                                                                                               | 3:53 |
| 12. | 「conFusiOn」(25枚目のシングルのカップリング曲)            | 中島美嘉、小竹正人  | Tomokazu Matsuzawa | THE FLIXX（編曲）、Tomokazu “T.O.M" Matsuzawa（編曲）、Lori Fine（バックグラウンドヴォーカルアレンジ） | 3:29 |
| 13. | 「FLOWER OF TIME」                                         | 小竹正人            | Lensei             | 松浦晃久                                                                                               | 6:27 |
| 14. | 「声」                                                     | 柴田淳              | 柴田淳             | 羽毛田丈史                                                                                             | 5:42 |

| #  | タイトル                                            | 作詞 | 作曲・編曲 | 監督 |
| -- | --------------------------------------------------- | ---- | ---------- | ---- |
| 1. | 「LIFE」(ミュージック・ビデオ)                      |      |            |      |
| 2. | 「永遠の詩」(ミュージック・ビデオ)                  |      |            |      |
| 3. | 「SAKURA〜花霞〜」(ミュージック・ビデオ)            |      |            |      |
| 4. | 「I DON'T KNOW / MICA 3 CHU」(ミュージック・ビデオ) |      |            |      |
| 5. | 「ORION」(ミュージック・ビデオ)                     |      |            |      |
| 6. | 「FOCUS」(ミュージック・ビデオ)                     |      |            |      |

### タイアップ
- フジテレビ系土曜ドラマ「ライフ〜壮絶なイジメと闘う少女の物語〜」主題歌（M-1）
- キャノン「IXY DIGITAL 920IS」CMソング（M-3）
- 映画「サウスバウンド」主題歌（M-4）
- TBS系金曜ドラマ「流星の絆」挿入歌（M-5）
- ケータイ小説サイト「魔法のiらんど」とのタイアップ曲（M-6）
- カネボウ化粧品「KATE」CMソング（M-10）

## 演奏
LIFE
- 中島美嘉：Vocal, Background Vocals
- Watusi：Programming, Instruments
- Lori Fine：Keyboards, Background Vocals

SAKURA ～花霞～
- 中島美嘉：Vocal, Background Vocals
- 守屋友晴：Programming, Arrange

FOCUS 
- 中島美嘉：Vocal, Background Vocals
- 田中義人：Programming, Sax
- 竹上良成：Alto Sax, Brass Arrangement
- 鈴木正則：Trumpet
- 鹿討奏：Trombone
- 灰野愛子：Background Vocals

永遠の詩
- 中島美嘉：Vocal, Background Vocals
- 森俊也：Programming, Keyboards, Electric Guitar, Bass
- Stephen McGregor：Drum Programming, Keyboards
- 山本タカシ：Acoustic Guitar, Electric Guitar
- 芝井直実：Alto Sax
- 弦一徹ストリングス：Strings
- 佐々木久美：Background Vocals, Background Vocals Arrangement

ORION
- 中島美嘉：Vocal, Background Vocals
- 百田留衣：Arrange, Programming, Instruments
- 名越由貴夫：Guitar

あなたがいるから
- 中島美嘉：Vocal, Background Vocals
- 谷口尚久：Programming, Instruments
- 福原将宣：Guitar
- 千ヶ崎学：Bass

MY GENTLEMAN 
- 中島美嘉：Vocal, Background Vocals
- 松浦晃久、石成正人：Acoustic Guitar

TRUST YOUR VOICE 
- 中島美嘉：Vocal
- 河野伸：Piano, Programming, Instruments
- 渡辺等：Bass
- 村石雅行：Drums
- KAZCO, ハルナ、Paris Lundon：Background Vocals

IT'S TOO LATE 
- 中島美嘉：Vocal, Background Vocals
- Lori Fine：Keyboards, Background Vocals
- Watusi：Programming, Instruments
- 沼澤尚 (THEATRE BROOK)：Drums
- 佐藤タイジ (THEATRE BROOK)：Acoustic Guitar, Electric Guitar
- 桜井芳樹：Electric Guitar
- 渡辺貴裕：Acoustic Piano, Rhodes
- 灰野愛子：Background Vocals

I DON'T KNOW 
- 中島美嘉：Vocal, Background Vocals
- Lori Fine：Keyboards, Background Vocals
- Watusi：Programming, Instruments
- 森三中 (村上知子、大島美幸、黒沢かずこ)：Background Vocals
- 灰野愛子：Background Vocals
- カトウタロウ (BEAT CRUSADERS)：Guitar

SHUT UP
- 中島美嘉：Vocal, Background Vocals
- Lori Fine, 灰野愛子：Background Vocals
- Watusi：Programming, Instruments
- 森三中 (村上知子、大島美幸、黒沢かずこ)：Background Vocals
- 福原将宣：Guitar

conFusiOn
- 中島美嘉：Vocal, Background Vocals
- 松澤友和：Arrange, Programming
- Lori Fine：Background Vocals, Background Vocal Arrangement
- 福原将宣：Guitar

FLOWER OF TIME 
- 中島美嘉：Vocal, Background Vocals
- 松浦晃久：Programming, Instruments
- 石成正人：Guitar
- 佐々木史郎：Flugelhorn
- KAZCO, ハルナ, Paris Lundon：Background Vocals

声
- 中島美嘉：Vocal, Background Vocals
- 羽毛田丈史：Piano
- 今野均ストリングス：Strings

## MIKA NAKASHIMA CONCERT TOUR 2009 TRUST OUR VOICE
『MIKA NAKASHIMA CONCERT TOUR 2009 TRUST OUR VOICE』(ミカ・ナカシマ・コンサート・ツアー・2009・トラスト・アウア・ヴォイス)は中島美嘉のライヴ映像。

### 解説
5thアルバム『VOICE』を引っ提げた全国ツアーより、最終日である同年7月26日・27日に行われた東京国際フォーラム ホール A公演の模様を収録している。
本リリースから翌2010年8月25日には、Blu-ray Discでの規格でリリースされている。

### 収録曲 (DVD/Blu-ray共通)
※Blu-rayは1枚にまとめて収録されている。

#### ［DISC1-LIVE］
1. GAME
2. SHUT UP
3. LIFE
4. FOCUS
5. Helpless Rain
6. Love Addict
7. 永遠の詩
8. あなたがいるから
9. MY GENTLEMAN
10. 声
11. ORION
12. 見えない星
13. WILL～STARS
14. SAKURA～花霞～ (DAISHI DANCE)
15. TRUST YOUR VOICE
16. ALL HANDS TOGETHER
17. conFusiOn
18. LØVE NO CRY
19. I DON'T KNOW
20. Over Load
21. 雪の華
22. A MIRACLE FOR YOU
23. ENDROLL